# ذرتشويية (مشيز بردسير)
ذرتشويية (بالإنجليزية: Zarchuiyeh, Mashiz)‏ هي مستوطنة تقع في إيران في كرمان.